# Vernamiège
Vernamiège (toponimo francese; in tedesco Ferneisi, desueto) è una frazione di 182 abitanti del comune svizzero di Mont-Noble, nel Canton Vallese (distretto di Hérens).

## Storia

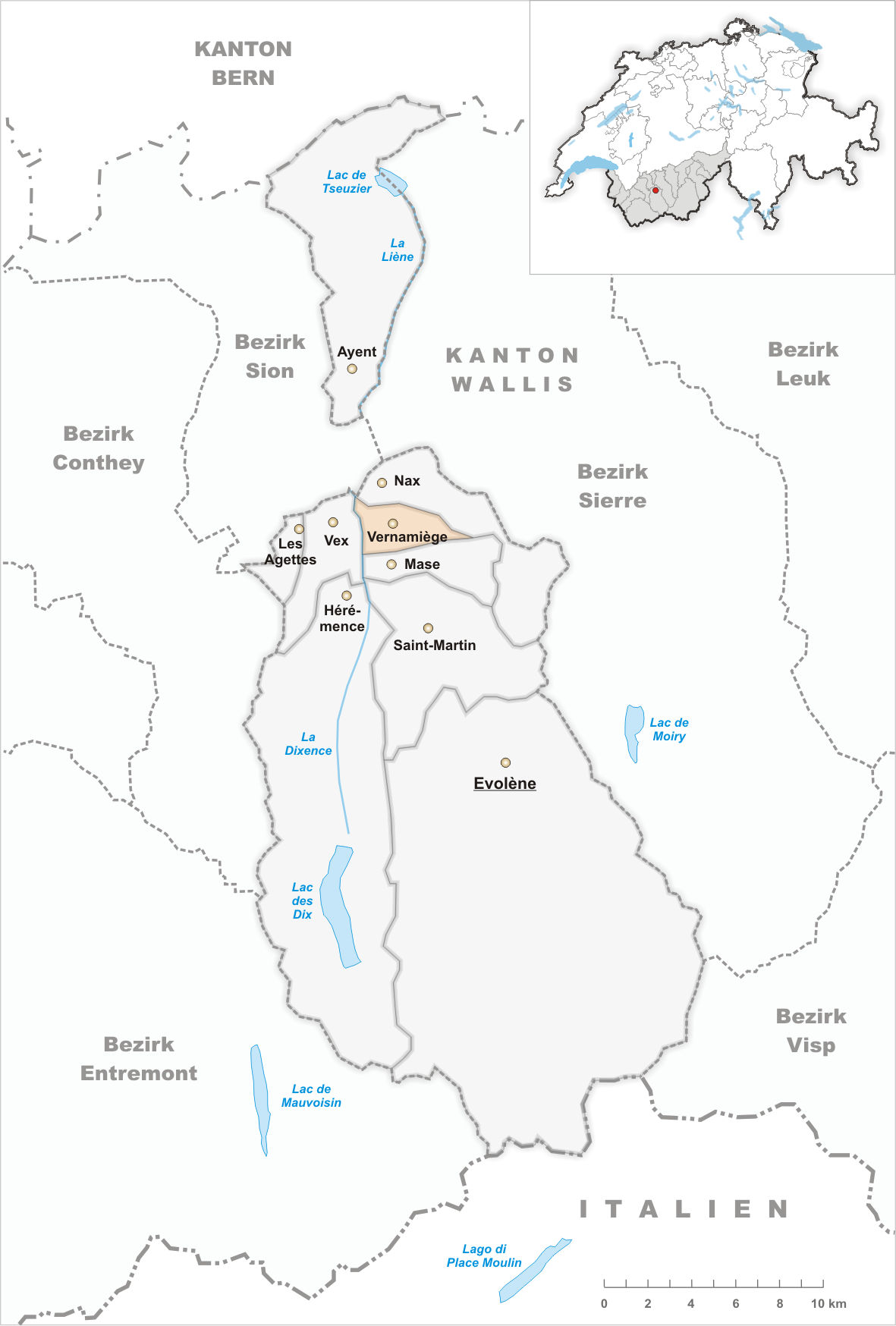
Il territorio del comune di Vernamiège prima degli accorpamenti comunali del 2011

Già comune autonomo che si estendeva per 7,4 km², nel 2011 è stato accorpato agli altri comuni soppressi di Mase e Nax per formare il nuovo comune di Mont-Noble.

## Monumenti e luoghi d'interesse
- Cappella di Sant'Antonio, attestata dal 1461[1].

## Società

### Evoluzione demografica
L'evoluzione demografica è riportata nella seguente tabella:
Abitanti censiti

## Amministrazione
Ogni famiglia originaria del luogo fa parte del cosiddetto comune patriziale e ha la responsabilità della manutenzione di ogni bene ricadente all'interno dei confini della frazione.